# MAN SM 152
Mit dem MAN SM 152 wurde 1989 von MAN (Fahrgestell) und Göppel (Aufbau) ein Midibus auf den Markt gebracht, der in Konstruktion und Stil an die VÖV-Standard-Linienbusse der zweiten Generation angelehnt war. 
Von diesen Midibussen wurden im Verhältnis zum normalen Standardbus nur wenige Exemplare gebaut. Schon 1990 bekam er Konkurrenz vom Niederflur-Midibus MAN NM 152, der auch als Nachfolger zu sehen ist. 1992 wurde dann die Produktion eingestellt. 
Inzwischen wurden die SM 152 bei den meisten Verkehrsbetrieben ausgemustert und sind meist nur noch bei privaten Busbetreibern oder im Ausland im Einsatz.